# Max Oliver
Max « Maxxie » Oliver est un personnage fictif de la série télévisée Skins interprété par Mitch Hewer.

## Biographie du personnage
Maxxie est un grand artiste ; la danse, la comédie, le dessin : il excelle dans chacun de ces domaines. 
Malheureusement, Maxxie veut être danseur professionnel et son ambition est d'entrer dans une prestigieuse école de danse à Londres, mais son père veut qu'il passe son bac et qu'il soit maçon, comme lui. C'est un personnage très aimé de ses amis notamment grâce à sa franchise et sa grande gentillesse.

## Histoire du personnage

### Dans la saison 1
Dans le premier épisode Tony, Maxxie tente de convaincre les autres de venir avec lui dans une soirée pour gays qui se trouve être malheureusement très ennuyeuse. 
Dans l'épisode Maxxie, il se dispute avec Anwar au sujet de son homosexualité qu'Anwar n'accepte pas. Ce rejet de son meilleur ami va particulièrement affecter Maxxie, qui tient beaucoup à ses valeurs, telles que l'amitié et la tolérance. Complètement perdu, on le retrouvera aussi dans la chambre de Tony lorsque celui-ci essaye de coucher avec lui sous les yeux ébahis de Michelle, il finit cependant par rejeter Tony en lui disant « Tu sais quoi, Tony ? On a enfin trouvé un domaine dans lequel tu sois pas doué ».
Dans le dernier épisode Anwar, Maxxie, encore profondément attristé par les réactions de son meilleur ami face à son homosexualité, émet le souhait que la famille musulmane d'Anwar puisse accepter sa différence. La complicité qui régnait entre ces deux personnages était jusqu'alors très forte, et ce lien va définitivement les rapprocher quand Anwar décide de récupérer son meilleur ami. Le père d'Anwar finit par réagir positivement et explique qu'il ne comprend pas les gays, mais qu'il ne fera jamais de discriminations. Vers la fin de l'épisode, on le voit assister à une bagarre entre Chris et le fiancé d'Angie. Il se retrouve finalement dans les bras d'un des amis du fiancé d'Angie, son sourire illustrant sa joie d'avoir retrouvé son meilleur ami.

### Dans la saison 2
Dans le premier épisode Contrecoup, les premières images le montrent en train de danser du breakdance avec deux amis dans une église. Cela nous révèle un véritable talent qui sera exploité plus profondément dans cette saison. À la fin de la chorégraphie, il va voir Tony qui sort de l'hôpital après son accident. Celui-ci a survécu mais garde des séquelles qui le condamnent à un handicap majeur dans ses pensées et sa coordination. Maxxie se montre alors très attentionné et particulièrement proche de Tony, sans ambigüités cette fois-ci, les fantasmes de Tony ayant disparu. Maxxie va tout faire pour aider Tony à retrouver une vie à peu près normale en l'épaulant.
Dans La fan, on voit que Maxxie est espionné par une mystérieuse fille nommée Lucy. Lorsque Maxxie découvre qui elle est, sa totale incompréhension de cette obsession malsaine que lui voue cette fille va petit à petit se transformer en dégout. Jouant dans une comédie musicale, Lucy va réussir à arracher un des baisers du beau Maxxie lors d'une représentation. Ce dernier, contraint de jouer la comédie sur scène, va lui rendre son baiser avec autant de passion qu'elle l'aurait souhaité. Mais le bonheur de celle-ci est de courte durée lorsque Maxxie lui dit avec autant de haine qu'il peut sa répugnance vis-à-vis d'elle. Elle lui met donc une gifle en hurlant que ce n'est pas normal et qu'il aurait dû aimer ce moment aussi fort qu'elle elle l'a aimé. Profondément atteinte de déception et de chagrin, elle va se retrouver dans le lit d'Anwar.
Dans l'épisode L'anniversaire, Maxxie découvre qu'Anwar couche avec Lucy. Blessé par les mensonges de son meilleur ami, encore dégouté de l'attitude de Lucy, il se sent trahi. Il se résigne en entendant les plus plates et fausses excuses de la jeune fille, mais n'est pas convaincu. Malgré ses efforts, Lucy ne parvient définitivement pas à cacher son admiration pour Maxxie car elle transforme petit à petit Anwar en un sosie de Maxxie. Ce dernier s'en est tout de suite rendu compte mais il a fallu qu'il intervienne pour qu'Anwar comprenne et qu'il rompe définitivement avec elle.
Dans le dernier épisode, Anwar, on le voit partir à Londres avec son petit ami, prénommé James. Au dernier moment, ils embarquent Anwar avec eux, qui abandonne Lucy à son triste sort : voir partir son petit ami actuel (Anwar), ainsi que l'amour de sa vie (Maxxie). C'est la dernière image que l'on voit de Maxxie.